# Campeonato Europeo de Natación en Piscina Corta de 2007
El XI Campeonato Europeo de Natación en Piscina Corta se celebró en Debrecen (Hungría) entre el 13 y el 16 de diciembre de 2007. Fue organizado por la Liga Europea de Natación (LEN) y la Federación Húngara de Natación. 
Las competiciones se realizaron en la Piscina Deportiva de Debrecen.

## Resultados

### Masculino
| Evento                   | Oro                                                                                         | Plata                                                                                           | Bronce                                                                                          |
| ------------------------ | ------------------------------------------------------------------------------------------- | ----------------------------------------------------------------------------------------------- | ----------------------------------------------------------------------------------------------- |
| 50 m libre (13.12)       | Stefan Nystrand · Suecia · 21,11                                                            | Duje Draganja · Croacia · 21,23                                                                 | Alain Bernard Francia 21,57                                                                     |
| 100 m libre (15.12)      | Alain Bernard Francia 46,39                                                                 | Stefan Nystrand · Suecia · 46,73                                                                | Filippo Magnini · Italia · 46,90                                                                |
| 200 m libre (16.12)      | Filippo Magnini · Italia · 1:53,50                                                          | Paul Biedermann · Alemania · 1:53,60                                                            | Paweł Korzeniowski · Polonia · 1:54,05                                                          |
| 400 m libre (13.12)      | Paweł Korzeniowski · Polonia · 3:38,72                                                      | Paul Biedermann · Alemania · 3:38,76                                                            | Gergő Kis · Hungría · 3:39,52                                                                   |
| 1500 m libre (15.12)     | Mateusz Sawrymowicz · Polonia · 14:24,54                                                    | Gergő Kis · Hungría · 14:29,58                                                                  | Federico Colbertaldo · Italia · 14:31,31                                                        |
| 50 m espalda (14.12)     | Thomas Rupprath · Alemania · 23,43                                                          | Helge Meeuw · Alemania · 23,59                                                                  | Aschwin Wildeboer Faber · España · 23,75                                                        |
| 100 m espalda (16.12)    | Stanislav Donets · Rusia · 50,61                                                            | Markus Rogan · Austria · 51,12                                                                  | Helge Meeuw · Alemania · 51,56                                                                  |
| 200 m espalda (13.12)    | Markus Rogan · Austria · 1:49,86                                                            | Stanislav Donets · Rusia · 1:51,94                                                              | Aschwin Wildeboer Faber · España · 1:52,12                                                      |
| 50 m braza (15.12)       | Oleg Lisogor · Ucrania · 26,75                                                              | Aleksander Hetland · Noruega · 26,95                                                            | Alessandro Terrin · Italia · 27,09                                                              |
| 100 m braza (14.12)      | Grigori Falko · Rusia · Ihor Borysyk · Ucrania · 58,57                                      | —                                                                                               | Mijail Alexandrov Bulgaria 58,75                                                                |
| 200 m braza (16.12)      | Dániel Gyurta · Hungría · 2:05,49                                                           | Paolo Bossini · Italia · 2:05,82                                                                | Mijail Alexandrov Bulgaria 2:06,91                                                              |
| 50 m mariposa (16.12)    | Milorad Čavić Serbia 22,89                                                                  | Yevgueni Korotyshkin · Rusia · 22,90                                                            | Johannes Dietrich · Alemania · 22,94                                                            |
| 100 m mariposa (14.12)   | Milorad Čavić Serbia 50,53                                                                  | Yevgueni Korotyshkin · Rusia · 50,59                                                            | Peter Mankoč Eslovenia 50,62                                                                    |
| 200 m mariposa (15.12)   | László Cseh · Hungría · 1:51,55                                                             | Paweł Korzeniowski · Polonia · 1:51,21                                                          | Ioannis Drymonakos · Grecia · 1:54,48                                                           |
| 100 m estilos (16.12)    | Peter Mankoč Eslovenia 52,88                                                                | Thomas Rupprath · Alemania · 53,46                                                              | Serguei Fesikov · Rusia · 54,12                                                                 |
| 200 m estilos (13.12)    | László Cseh · Hungría · 1:52,99 RM                                                          | Saša Imprić · Croacia · 1:57,48                                                                 | Alexandr Tijonov · Rusia · 1:57,59                                                              |
| 400 m estilos (14.12)    | László Cseh · Hungría · 3:59,33 RM                                                          | Luca Marin · Italia · 4:04,10                                                                   | Ioannis Drymonakos · Grecia · 4:05,08                                                           |
| 4 × 50 m libre (16.12)   | Suecia · Petter Stymne · Marcus Piehl · Per Nylin · Stefan Nystrand · 1:24,19 RM            | Francia Antoine Gelavtine Alain Bernard David Maître Amaury Levaux 1:24,98                      | Alemania · Steffen Deibler · Stefan Herbst · Johannes Dietrich · Thomas Rupprath · 1:26,46      |
| 4 × 50 m estilos (13.12) | Alemania · Thomas Rupprath · Markus Deibler · Johannes Dietrich · Steffen Deibler · 1:34,39 | Rusia · Stanislav Donets · Dmitri Komornikov · Yevgueni Korotyshkin · Serguei Fesikov · 1:34,99 | Países Bajos · Nick Driebergen · Robin van Aggele · Bastiaan Tamminga · Mitja Zastrow · 1:35,35 |

- RM – Récord mundial.

### Femenino
| Evento                   | Oro                                                                                                 | Plata                                                                                         | Bronce                                                                                           |
| ------------------------ | --------------------------------------------------------------------------------------------------- | --------------------------------------------------------------------------------------------- | ------------------------------------------------------------------------------------------------ |
| 50 m libre (16.12)       | Marleen Veldhuis · Países Bajos · 23,70                                                             | Britta Steffen · Alemania · 23,80                                                             | Hinkelien Schreuder · Países Bajos · 24,29                                                       |
| 100 m libre (14.12)      | Britta Steffen · Alemania · 52,20                                                                   | Marleen Veldhuis · Países Bajos · 52,30                                                       | Josefin Lillhage · Suecia · 52,84                                                                |
| 200 m libre (16.12)      | Josefin Lillhage · Suecia · 1:53,55                                                                 | Laure Manaudou Francia 1:54,15                                                                | Coralie Balmy Francia 1:54,43                                                                    |
| 400 m libre (15.12)      | Laure Manaudou Francia 3:57,43                                                                      | Federica Pellegrini · Italia · 4:00,78                                                        | Ágnes Mutina · Hungría · 4:02,35                                                                 |
| 800 m libre (14.12)      | Lotte Friis Dinamarca 8:12,27                                                                       | Erika Villaécija García · España · 8:12,40                                                    | Alessia Filippi · Italia · 8:12,84                                                               |
| 50 m espalda (15.12)     | Sanja Jovanović · Croacia · 26,50 RM                                                                | Janine Pietsch · Alemania · 27,11                                                             | Fabienne Nadarajah · Austria · 27,50                                                             |
| 100 m espalda (14.12)    | Laure Manaudou Francia 57,34                                                                        | Sanja Jovanović · Croacia · 57,94                                                             | Janine Pietsch · Alemania · 58,15                                                                |
| 200 m espalda (16.12)    | Anja Čarman Eslovenia 2:05,20                                                                       | Esther Baron Francia 2:05,57                                                                  | Iryna Amshennikova · Ucrania · 2:05,98                                                           |
| 50 m braza (13.12)       | Yuliya Yefimova · Rusia · Janne Schäfer · Alemania · 30,33                                          | —                                                                                             | Sarah Poewe · Alemania · 30,80                                                                   |
| 100 m braza (16.12)      | Yuliya Yefimova · Rusia · 1:04,95                                                                   | Mirna Jukić · Austria · 1:06,57                                                               | Yelena Bogomazova · Rusia · 1:06,62                                                              |
| 200 m braza (14.12)      | Yuliya Yefimova · Rusia · 2:19,08                                                                   | Mirna Jukić · Austria · 2:20,92                                                               | Anne Poleska · Alemania · 2:22,66                                                                |
| 50 m mariposa (14.12)    | Anna-Karin Kammerling · Suecia · 25,70                                                              | Inge Dekker · Países Bajos · 25,74                                                            | Hinkelien Schreuder · Países Bajos · 25,90                                                       |
| 100 m mariposa (16.12)   | Inge Dekker · Países Bajos · 56,82                                                                  | Alena Popchanka Francia 57,55                                                                 | Otylia Jędrzejczak · Polonia · 58,40                                                             |
| 200 m mariposa (13.12)   | Otylia Jędrzejczak · Polonia · 2:05,33 RM                                                           | Emese Kovács · Hungría · 2:05,41                                                              | Annika Mehlhorn · Alemania · 2:06,53                                                             |
| 100 m estilos (15.12)    | Hanna-Maria Seppälä · Finlandia · 1:00,23                                                           | Aleksandra Urbańczyk · Polonia · 1:00,53                                                      | Sophie de Ronchi Francia 1:00,63                                                                 |
| 200 m estilos (13.12)    | Camille Muffat Francia 2:09,05                                                                      | Katarzyna Baranowska · Polonia · 2:09,25                                                      | Evelyn Verrasztó · Hungría · 2:09,83                                                             |
| 400 m estilos (16.12)    | Alessia Filippi · Italia · 4:30,46                                                                  | Mireia Belmonte García · España · 4:31,04                                                     | Camille Muffat Francia 4:31,38                                                                   |
| 4 × 50 m libre (14.12)   | Países Bajos · Inge Dekker · Hinkelien Schreuder · Ranomi Kromowidjojo · Marleen Veldhuis · 1:34,82 | Alemania · Britta Steffen · Dorothea Brandt · Petra Dallmann · Meike Freitag · 1:36,74        | Suecia · Claire Hedenskog · Anna-Karin Kammerling · Josefin Lillhage · Magdalena Kuras · 1:36,81 |
| 4 × 50 m estilos (15.12) | Alemania · Janine Pietsch · Janne Schäfer · Annika Mehlhorn · Britta Steffen · 1:46,67 RM           | Suecia · Magdalena Kuras · Hanna Westrin · Anna-Karin Kammerling · Josefin Lillhage · 1:48,07 | Francia Laure Manaudou Anne-Sophie Le Paranthoën Alena Popchanka Malia Metella 1:48,39           |

- RM – Récord mundial.

## Medallero
| Núm. | País         | Oro | Plata | Bronce | Total |
| ---- | ------------ | --- | ----- | ------ | ----- |
| 1    | Alemania     | 5   | 7     | 7      | 19    |
| 2    | Rusia        | 5   | 4     | 3      | 12    |
| 3    | Francia      | 4   | 4     | 5      | 13    |
| 4    | Hungría      | 4   | 2     | 3      | 9     |
| 5    | Suecia       | 4   | 2     | 2      | 8     |
| 6    | Polonia      | 3   | 3     | 2      | 8     |
| 7    | Países Bajos | 3   | 2     | 3      | 8     |
| 8    | Italia       | 2   | 3     | 4      | 9     |
| 9    | Eslovenia    | 2   | 0     | 1      | 3     |
| 10   | Ucrania      | 2   | 0     | 1      | 3     |
| 11   | Serbia       | 2   | 0     | 0      | 2     |
| 12   | Austria      | 1   | 3     | 1      | 5     |
| 13   | Croacia      | 1   | 3     | 0      | 4     |
| 14   | Dinamarca    | 1   | 0     | 0      | 1     |
| 14   | Finlandia    | 1   | 0     | 0      | 1     |
| 16   | España       | 0   | 2     | 2      | 4     |
| 17   | Noruega      | 0   | 1     | 0      | 1     |
| 18   | Bulgaria     | 0   | 0     | 2      | 2     |
| 18   | Grecia       | 0   | 0     | 2      | 2     |
|      | TOTAL        | 40  | 36    | 38     | 114   |